# Inocențiu Micu-Klein
Ioan Micu (Sadu, 1692 – Roma, 22 settembre 1768) è stato un vescovo cattolico rumeno della Chiesa greco-cattolica rumena.

## Biografia
Inocențiu Micu ha compiuto gli studi presso il ginnasio del collegio gesuita di Cluj. Tra gli anni 1722-1725 ha seguito i corsi della Facoltà di Filosofia all'interno del Collegio Accademico di Cluj avendo come professore Franz Fasching, un gesuita tedesco dell'odierna Slovacchia, sostenitore dell'idea della romenità dei romeni. Nel 1725 ha cominciato gli studi di teologia a Trnava, la città natia di Fasching.
Inocențiu Micu fu vescovo greco-cattolico della Eparchia romena unita di Făgăraș. Nel 1737 ha spostato la sede vescovile a Blaj, dove fece edificare la Cattedrale della Santissima Trinità.
Visto che non è intervenuto contro un religioso serbo, il vescovo Micu è stato richiamato a Vienna, da dove non gli è stato mai più permesso di tornare in Transilvania. L'imperatrice Maria Teresa ha consentito che gli fosse consegnata la pensione episcopale mensile a Roma, dove il vescovo Micu ha vissuto per 24 anni, fino alla fine della sua vita. È stato sepolto nella Chiesa della Madonna del Pascolo.

## Genealogia episcopale e successione apostolica
La genealogia episcopale è:
- Patriarca Geremia II Tranos
- Arcivescovo Michal Rahoza
- Arcivescovo Hipacy Pociej
- Arcivescovo Iosif Rucki
- Arcivescovo Antin Selava
- Arcivescovo Havryil Kolenda
- Arcivescovo Kyprian Zhokhovskyj (Zochowski)
- Arcivescovo Lev Zaleski
- Arcivescovo Jurij Vynnyckyj (Winnicki)
- Arcivescovo Luka Lev Kiszka
- Vescovo György Bizánczy
- Vescovo Inocențiu Micu-Klein

La successione apostolica è:
- Vescovo Mihály Emánuel Olsavszky, O.S.B.M. (1743)